# أنغربودا
أنغربودا (بالإنجليزية: Angrboda)‏، (بالأيسلندية: Angrboða أنغربوذا) هي عملاقة من عمالقة الجليد. ماردة في الأساطير الإسكندنافية يقال إنها صديقة لوكي المخادع، أو عشيقته. وقد ولدت أنغربودا (واسمها يعني “رسولة الحزن”) ثلاثة وحوش: الذئب العملاق فنرير وأفعى المدغارد يورمونغاند وربة الموت هیل. وقد خطف الآلهة الأطفال من قاعتها عندما تحققوا من الخطر الذي يمثلونه. وهناك رواية تقول أن الذي أنجب الأولاد هو لوكي نفسه. فبعد أن ابتلع قلب عشيقته، التي أحرقها الآلهة لخوفهم منها، خطف قلبها وأكله. وهذا القلب أخصب في أحشائه فأنجب الأبناء السابق ذكرهم.

## الأساطير الإسكندنافية
الأساطير الإسكندنافية أو الميثولوجيا النوردية (بالنرويجية: Norrøn mytologi وبالإنجليزية: Norse mythology) هي أساس معتقدات وأساطير القبائل الجرمانية الشمالية المنبثقة عن الوثنية النرويجية والتي استمرت إلى مابعد دخول المناطق الإسكندنافية (النرويج، والسويد، والدنمارك، وآيسلندا) إلى المسيحية، حتى ضمن التاريخ المعاصر، وتتضمن الأساطير النرويجية قصص عن الآلهة المختلفة، والمخلوقات، والأبطال والمأخوذة عن مصادر متعددة سواء قبل أو بعد العهود الوثنية، من ضمنها مخطوطات القرون الوسطى، والتمائيل الأثرية، والتقاليد الشعبية.
وقد ذكرت النصوص القديمة عدة قصص عن الآلهة كحامل المطرقة وحامي البشر الإله ثور، الذي استمر في القضاء على أعدائه بلا هوادة. وكذلك الإله أودين، ذو العين الواحدة والمتسلط على الغربان، والذي استطاع الحصول على المعرفة ببراعة من العوالم المختلفة، والذي أنعم على البشرية بالأبجدية. وكذلك الجميلة صاحبة الرداء المكسو بالريش، الإلهة فرييا والتي كانت تجتاح المعارك لتختار المقاتلين. كذلك إلهة التزلج سكادي، التي ارتبطت بالانتقام، والتي كانت تنقل عواء الذئاب من الجبال الشتوية إلى شواطئ البحار، بالإضافة إلى نيورد، فريي، أيدون، هيمدال، فريغ، لوكي وبالدر، والعديد من الآلهة الأخرى.
وتتحدث أغلب هذه الأساطير على محنة الآلهة وطريقة تفاعلها مع الكائنات الأخرى، كالبشر والعمالقة، فكان بعض هذه الكائنات صديقة، أو محبة، أو عدائية، ومنها كانت جزءا من العائلة الإلهية.
وكان الكون في هذه الأساطير مكون من تسعة عوالم متواجدة حول شجرة العالم اغدراسيل، والتي تكونت من الكائن الأسطوري الأقدم العملاق يمير. والتي احتوت أوائل البشر أسك وإيمبلا. وهذه العوالم ستعود لتتكون من جديد بعد راغناروك، المعركة المنتظرة بين الآلهة وأعدائهم، حيث سيحترق الكون بألسنة اللهب، ليعود ويولد من جديد. وهناك ستظهر بعضا من الآلهة الناجية، وستصبح الأراضي خضراء خصبة وستعود البشرية من أبويين جديدين.

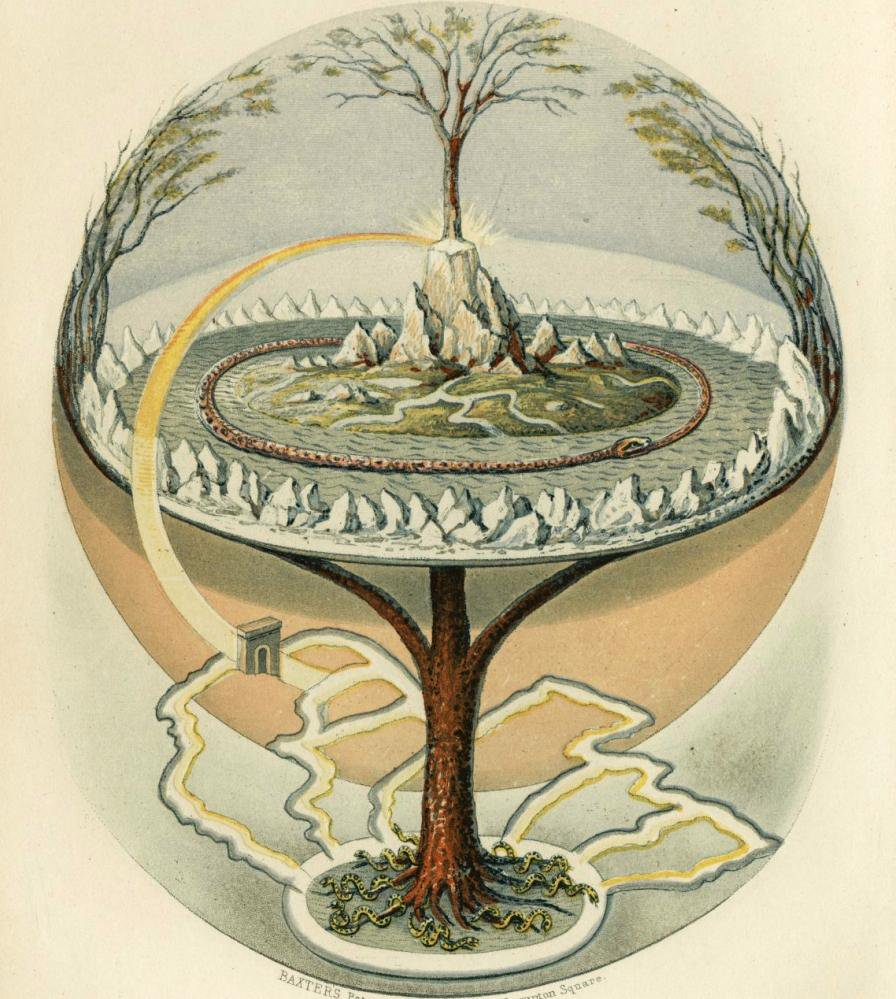
تخيل ثنائي الأبعاد لإغدراسيل

وتعتبر الأساطير الإسكندنافية مجالا للبحث والدراسة في العصر الحديث منذ القرن السابع عشر عندما جذبت النصوص القديمة انتباه الأواسط الفكرية الأوروبية.وقد استطاع الباحثون والمؤرخون من خلال الأساطير المقارنة وبعض اللغويات التاريخية من ارجاع أصل هذه الأساطير الجرمانية القديمة إلى ماقبل الأساطير الهندو - أوروبية. وفي التاريخ المعاصر قامت حركة إحياء رومانسية الفايكينغ بجلب الأنظار إلى المواضيع المذكورة في هذه الأساطير، والتأكيد على أن هذه الأساطير تلعب دورا هاما في الثقافة الشعبية الحديثة، وقد صنفت هذه الأساطير على أنها جزء من العبادات الوثنية الجرمانية. كما أنها حازت على اهتمام بعض الحكومات باعتبارها ديانة رسمية فيها.
وكان لهذه الأساطير تأثيرا كبيرا على مجالات الفنون والخيال، وكانت مصدر إلهام للعديد من المؤلفين والمنتجين والموسيقين والرسّامين وغيرها من الفنون، وأُنتجت عدة أفلام تتحدث عنها. فمثلا في مجال الأدب تظهر ثلاثية تولكين سيد الخواتم تأثرا واضحا بالأسطورة. وتصدر مارفل كومكس سلسلة قصص مصورة لبطل خارق يدعى ثور. في مجال الموسيقى كتبت العديد من فرق الميتال أغاني تتحدث عن الميثولوجيا كفرقة مانووار، وفي مجال الألعاب، استوحت العديد من ألعاب الفيديو عوالمها من هذه الميثولوجيا، مثل لعبة وورلد أوف ووركرافت.وايضا لعبة (إله الحرب4) والتي تمحورت في هذا الجزء حول الأساطير الإسكندنافية.

## الآلهة والمخلوقات

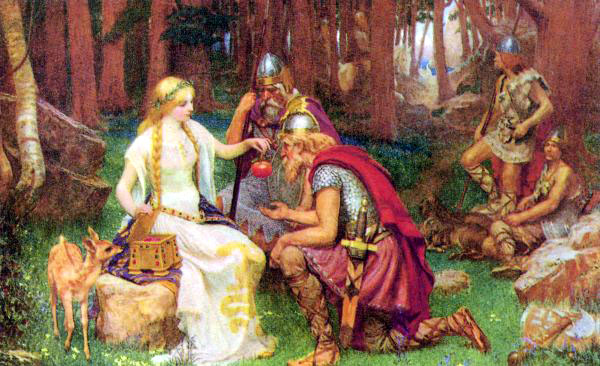
كانت الآلهة الإسكندنافية فانية، ووحدها تفاحات إيدون كانت تعطيها الحياة حتى راغناروك بريشة ج. بينروس (1890)

امتلأت الأساطير الإسكندنافية بالعديد من المخلوقات المتنوعة، فقد كانت شعوب المناطق الإسكندنافية والقبائل الجرمانية، قبل دخولها في المسيحية، بعيدة كل البعد عن فهم وجود كل هذه المخلوقات التي حولها، فكان كل شيء حولهم، سواء أكان تراب، صخور، نباتات، حيوانات، أو غير ذلك مما نسميه نحن اليوم بالعناصر الطبيعة، مملوءا بأرواح معينة، كما أن الكون نفسه قد امتلأ بعدد لامتناهي من الكائنات غير المرئية. وقد لعبت هذه الكائنات غير المرئية دورا كبيرا في إنتاج هذا الكم الهائل من القصص والخرافات المتواجدة في ثنايا وقلب هذه الأساطير. 
أما هذه المخلوقات فهي:
- . آلهة الآسر، وهي الشخصيات الرئيسية في الأساطير الإسكندنافية، وقد أقامت في الإقليم السماوي الرائع أسغارد، وقد انقسمت إلى آلهة ذكورية وهم الآسر، وآلهة انثوية وهن الأسينيور. ومن بين هذه الآلهة، أودين، أكثر الآلهة حكمة وسحرا ورئيس المجمع الإلهي. ثور، أقوى الآلهة والمدافع الرئيسي عن كل من الآلهة والبشر. لوكي، الإله المخادع. بالدر، الإله الشاب والذي أحدث موته تغييرا في مسار الأسطورة الإسكندنافية. فريغ، ربة الحب. هيمدال، الإله الأبيض، ذو الأسنان الذهبية، حارس جسر بيفروست. تير، إله الحرب. أيدون، حاملة تفاحات الشباب الذهبية. بالإضافة إلى العديد منهم. (انظر قائمة الآلهة الإسكندنافية)

- . آلهة الفانير، وهم العشيرة الثانية من الآلهة، وقد أقاموا في عالم فاناهايم، وارتبط اسمهم أكثر بالعالم الطبيعي، فكانوا المسؤولين عن الخصوبة، الزراعة، النسل والصيد، وقد خاضوا، بحسب الأسطورة، حربا طاحنة مع آلهة الآسر، عرفت بحرب الآسر والفانير. ولعل أشهر هذه الآلهة هو نيورد، إله البحار والمحيطات. وولديه، فريي، إله الخصب. وفرييا ربة النسل، والتي تشاركت مع أودين في اختيار الأبطال الذين سقطوا على أرض المعارك لتأخذهم إلى قصرها السماوي.

- . العمالقة، أو اليوتن، أو المفترسون، كما يحبذ الإسكندنافيين أن يطلقوا عيهم. ممثلوا الفوضى البدائية، والظلمة الرئيسية. وقد أقامت العمالقة في إقليم يوتنهايم، أرض الظلام والرعب والموت. وقد انقسموا إلى عمالقة الجليد، أعداء الآسر الأبديين وعمالقة الجبال، وعمالقة النار. وستتحد مع بعضها أخيرا في المعركة النهائية راغناروك. من أولئك العمالقة تحول إلى الإقليم السماوي ليصبحوا أنصاف آلهة، ويسيطروا على بعض العوالم الأخرى. مثل هيل، ابنة لوكي، التي سيطرت على عالم الأموات نيفيلهايم. وسكادي ربة التزلج والجبال الجليدية. وبعضها حافظ على سلالة العملاق الأول يمير، واستمروا في إغاظة ومحاربة الآلهة كلما سنحت لهم الفرصة بذلك.

- . الأقزام، وهم إحدى مجموعات الامرئية التي ذكرتها الأساطير الإسكندنافية، ولكنها لعبت دورا كبيرا في تحديد مسار الأحداث، عرفوا ببراعتهم في أعمال الحدادة والبناء والسحر، وكانوا يعيشون تحت الأرض، وبين الجبال في عالمهم نيدافلير، ويكفي القول أن أغلب الأسلحة لتي استخدمتها الآلهة كانت من صنعهم سواء أكانت مطرقة ثور السحرية، ميلونيير. أو رمح الإله الأعظم أودين، غونغنير. ولكن ماتبقى من الأسطورة فإنها لم تذكر دورهم النهائي أو وجودهم ضمن المعركة النهائية راغناروك.

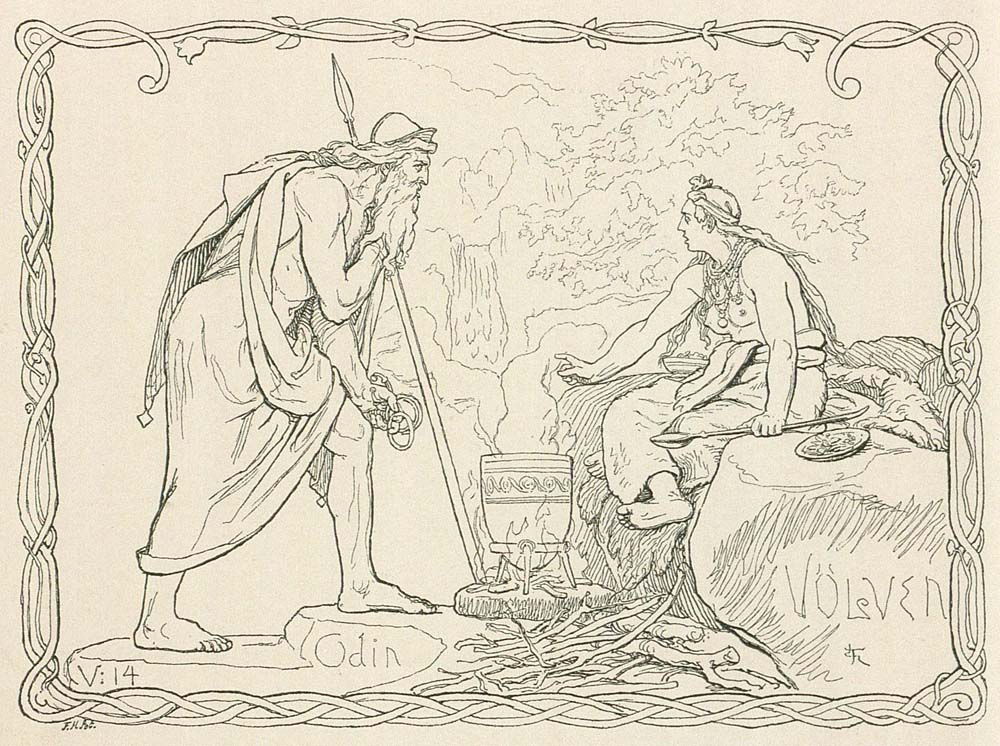
الإله أودين

- . إلف، مجموعة من الكائنات الصغيرة وقد انقسموا إلى نوعيين إلف الظلام، الهاربين من النور وقد قطنوا عالم سفارتالفهايم السحري. وإلف النور، وقد أقاموا في العالم الرائع ألفهايم.

بالإضافة إلى كل ماذكر من شخصيات رئيسية كان هناك عدد لا متناهي من الشخصيات الأخرى كالنورن، المتحكمات بالقدر. الفالكيير، رسولات الإله أودين، واللواتي يخترن المحاربين الذين يسقطون في المعارك.
كما لعبت الحيوانات دورا هاما في هذه الأساطير، فكان هوغين ومونين غرابا أودين، واللذان يجوبان العالم نهارا، ويقدمان تقريرهما المفصل حول ما رأياه وما سمعاه ليلا، وجيري وفريكي الذئبين. بالإضافة إلى أفعى العالم يورمونغاند، وأخيها الذئب فينرير، والحصان ذوالأرجل الثمانية، سليبنير، والذي يمتطيه أودين. كذلك التنين نيدهوغ الذي ما يفتأ يهاجم جذور شجرة العالم يغدرايسيل.

## معرض صور

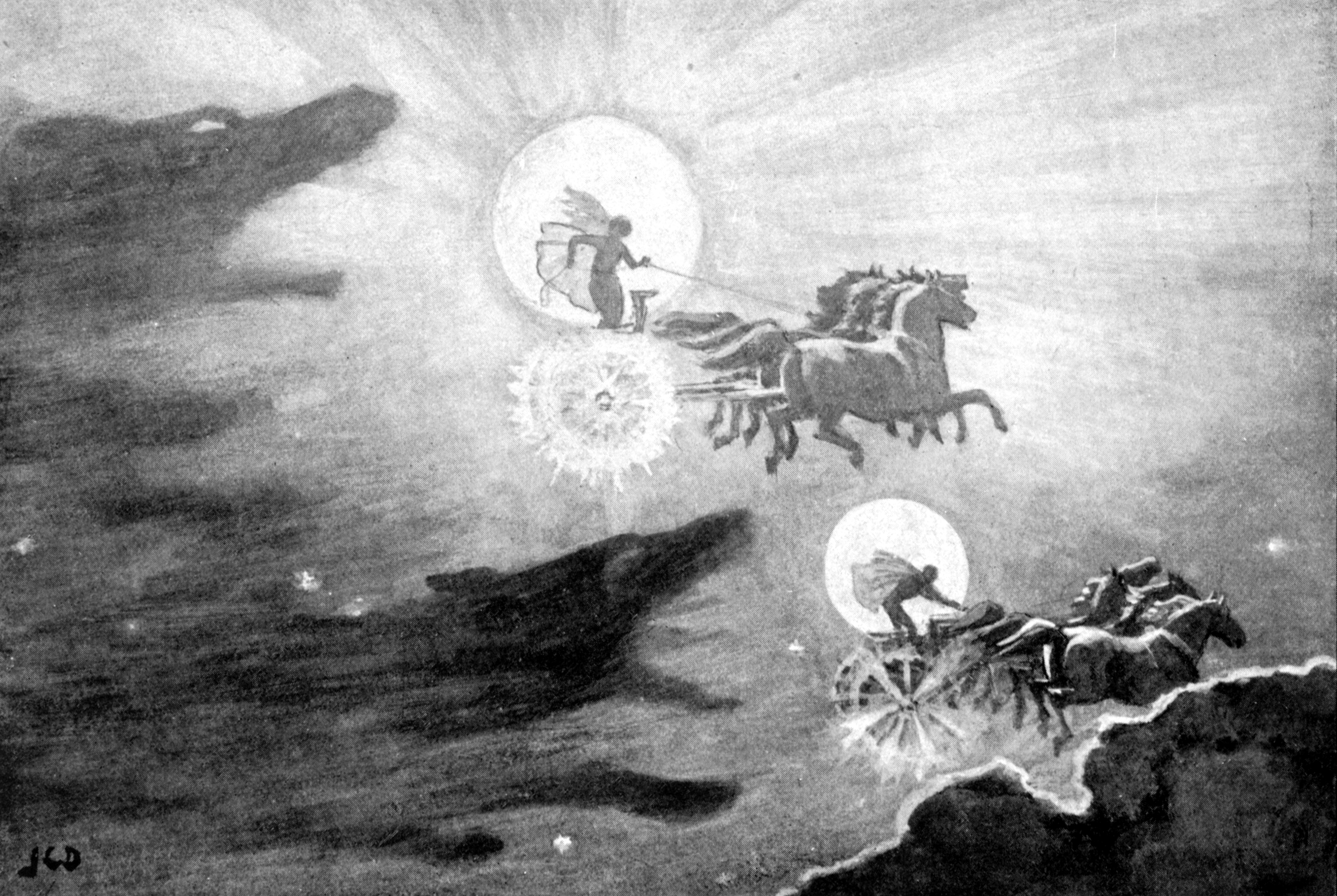
سول مع ماني.
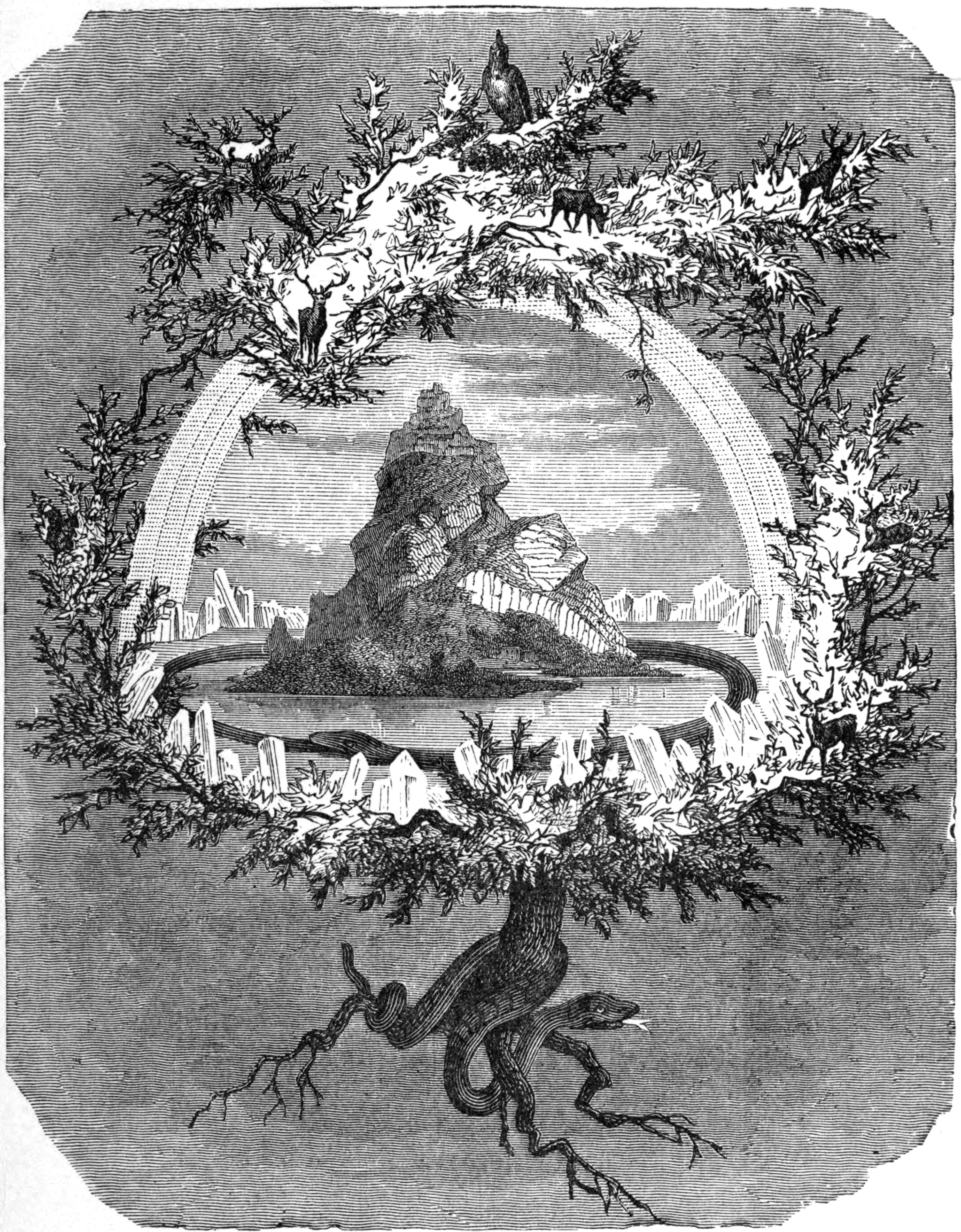
تم تصوير الشجرة الكوسمولوجية Yggdrasil المركزية في The Ash Yggdrasil بواسطة Friedrich Wilhelm Heine (1886)
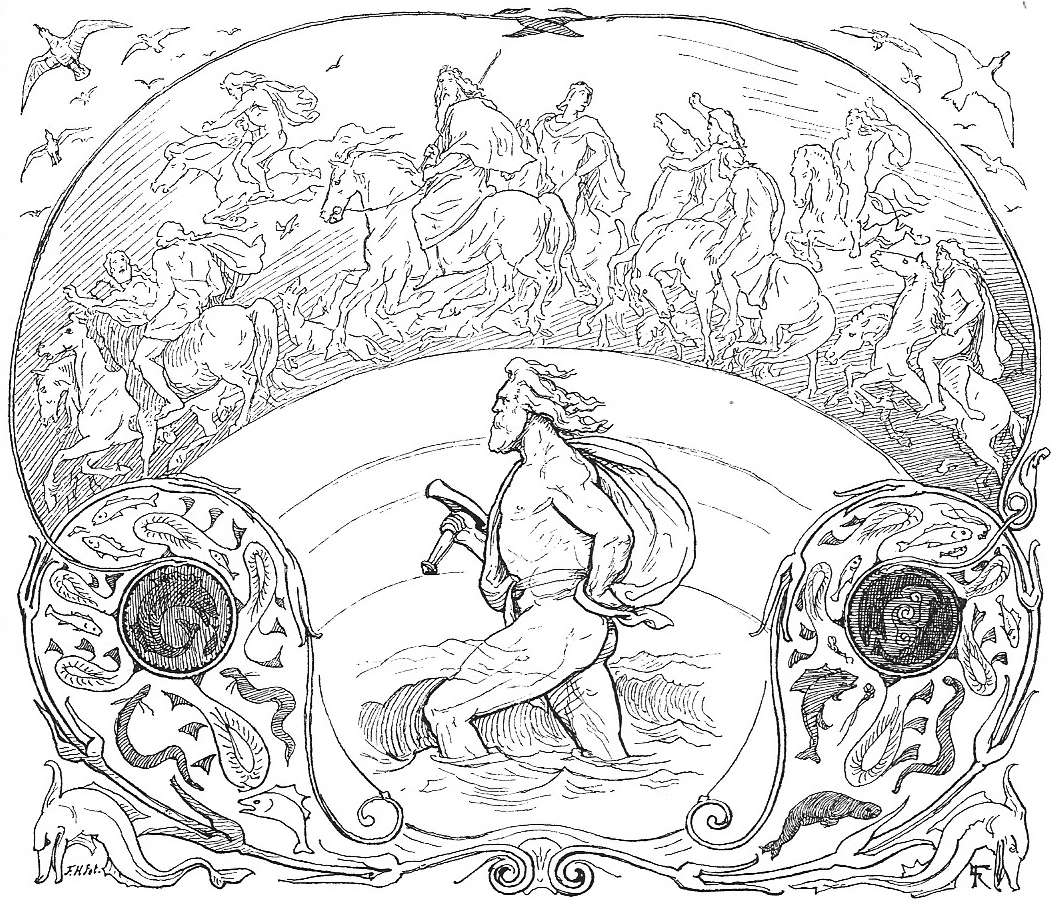
الإله ثور يتجول في النهر ، بينما يركب Æsir عبر الجسر ، Bifröst ، في رسم توضيحي لورينز Frølich (1895).
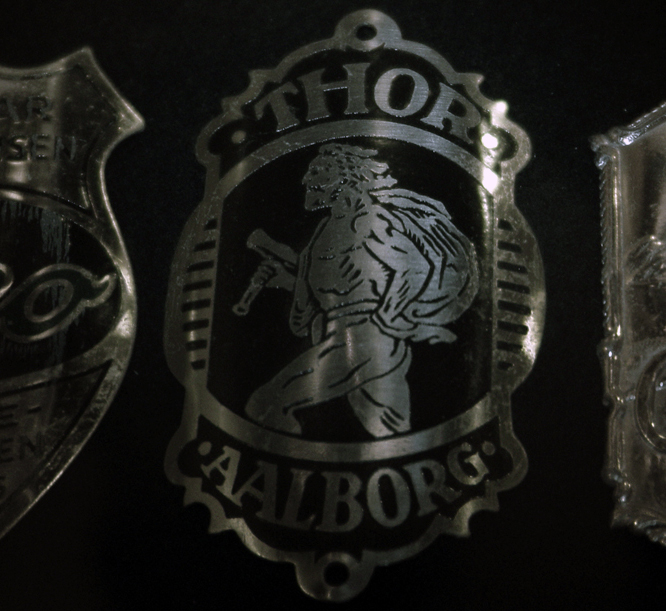
الإله ثور يتجول في النهر ، بينما يركب Æsir عبر الجسر ، Bifröst ، في رسم توضيحي لورينز Frølich (1895).
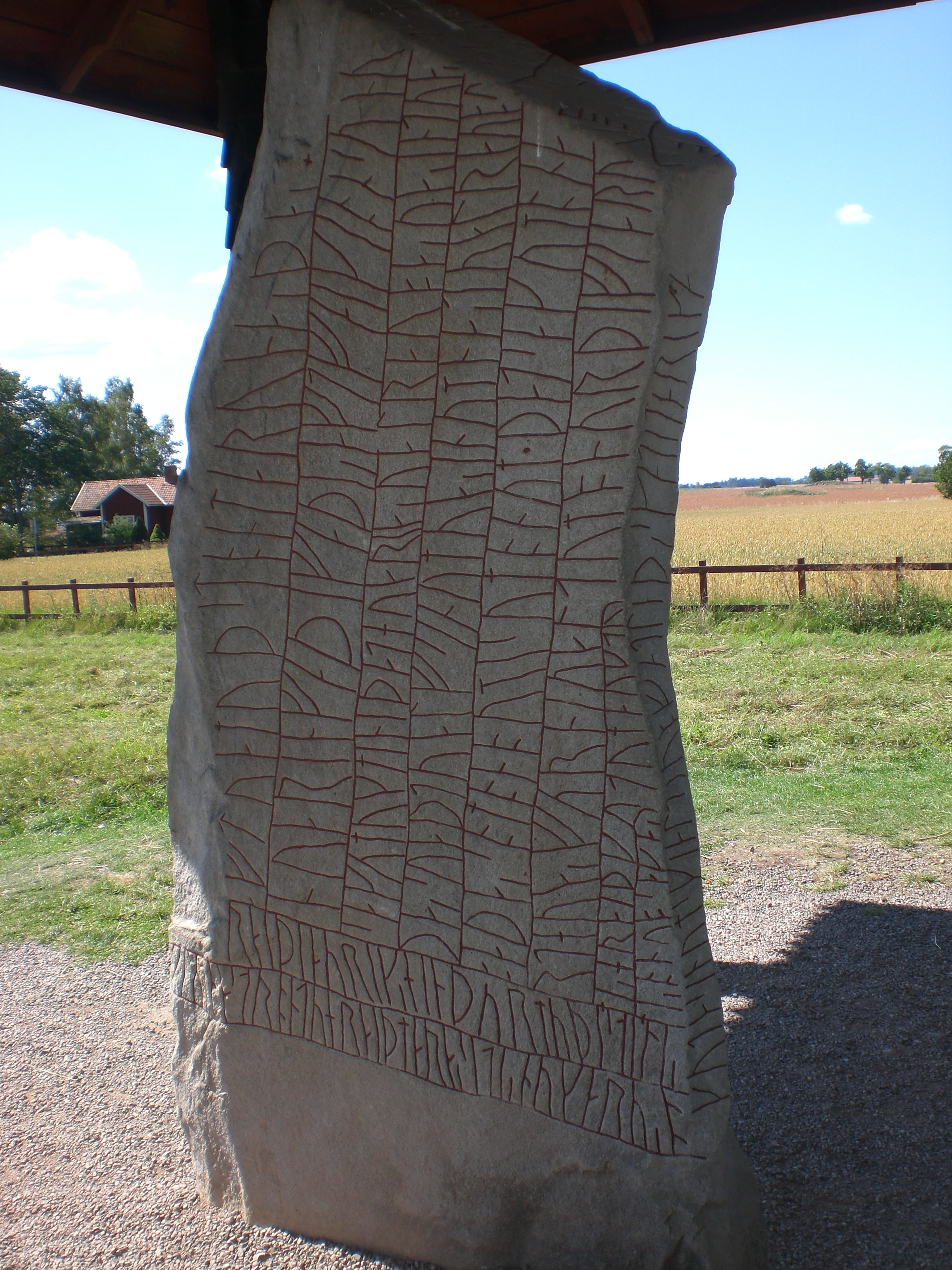
يتميز Rök Runestone (Ög 136) ، الواقع في Rök ، السويد ، بنقش روني Younger Futhark يُشير إلى مختلف الأساطير الإسكندنافية.